# 阿波加茂站
阿波加茂站（日语：／ Awa-kamo eki */?）是位於日本德島縣三好郡東三好町，隸屬於四國旅客鐵道（JR四國）的鐵路車站。車站編號為B22。本站是東三好町的中心車站，特急及普通列車皆在此停靠。2010年10月，因應JR四國精簡人手，本站被降為無人站，只保留自動售票機。
由於日本國鐵時代，已於新潟縣信越本線及京都府關西本線設有加茂站，固此本站開業時，加上古令制國「阿波」以茲識別。同樣在四國島內，位於高知縣的土讚線，亦有以「加茂」命名的「土佐加茂站」，比本站遲約10年開業。

## 車站結構
設有島式月台1個，提供1面2線的配置，有效長度為5輛。月台與站舍之間以行人天橋連接。兩邊使用Y型轉轍器，所以並沒有主線、副線的分別，列車全以靠左邊的方向進站。
月台上設有約半節車廂長度的有蓋候車亭及座椅，貼近行人天橋口。
此外，1號月台旁邊設側線路軌1節，為舊有貨物車廂停靠軌道，現時改為保線用途；另外2號月台旁向辻站方向亦有約1節長度的側軌。

### 月台配置
| 月台 | 路線    | 方向 | 目的地         | 備註 |
| ---- | ------- | ---- | -------------- | ---- |
| 1    | ■德島線 | 上行 | 穴吹、德島方向 |      |
| 2    | ■德島線 | 下行 | 阿波池田方向   |      |

## 歷史
- 1914年3月25日：開業。
- 1987年4月1日：日本國鐵分割民營化，車站的營運由JR四國繼承。
- 2001年10月1日：所有特急列車均停靠。
- 2010年10月1日：降為無人站。[1]

## 相鄰車站
四國旅客鐵道（JR四國）
■德島線
三加茂（B21）－阿波加茂（B22）－辻（B23）